# Levines bevarandemodell
Levines bevarandemodell är en omvårdnadsteori av Myra Estrin Levine.
Levine har varit verksam inom vitt skilda områden i sitt yrkesliv som sjuksköterska, och kanske är det därför som hon också tagit idéer från många andra vetenskaper när hon utvecklade sin omvårdnadsmodell om de fyra bevarandeprinciperna. Levine var i sitt arbete tidigt ute med många begrepp som idag ses som centrala i omvårdnad – till exempel integritet, patientmedverkan, individanpassning och liknande och hon har från andra discipliner lånat teorier om stress och om perceptuella system och dessutom idéer från Erik H. Erikson.

## Om adaptation
Både medicinen och omvårdnadsvetenskapen grundar sig traditionellt enligt Levine på ett antagande om att alla människor reagerar förutsägbart på påverkan av olika slag, men hon menar tvärtom att varje människas reaktion på sjukdom är helt individuell. Ingens liknar den andres. Därför måste alla omvårdnadsåtgärder helt och hållet baseras på patientens individuella reaktion på sjukdomen. Hon anför som exempel på detta besvikelsen hon ser hos sjuksköterskestudenter, när de inte får se läroboksexemplen ligga på salarna när de går ut på praktik:
| ” | But "typical" cases are so rare that they almost become atypical. | „ |

Människan består av olika krafter som inuti henne alla strävar efter balans sinsemellan. Den inre balansen påverkas emellertid hela tiden av yttre krafter.
Detta skeende inuti kroppen som är resultatet av påverkan från de yttre krafterna kallas adaptation, anpassning. Sjuksköterskans uppgift är att stödja patienten i den adaptation som han måste göra vid sjukdom. Adaptation är inte en fråga om antingen eller, utan begreppet innehåller flera olika grader.
Levine menar att sjuksköterskan agerar terapeutiskt när omvårdnadsåtgärderna hjälper patienten till adaptation eller till att återfå sitt sociala välbefinnande. Arbetet kan också vara stödjande, som när patienten trots alla sjuksköterskans ansträngningar förblir i ett status quo.
Vissa sjukdomar är trots allt sådana att all omvårdnad i världen inte kan göra patienten frisk. Men genom att främja god adaptation så kan sjuksköterskan ändå hjälpa patienten. Och slutligen, när patientens hela adaptiva förmåga har tagits i anspråk blir döden ofrånkomlig. Men även då behövs sjuksköterskans insatser.
De adaptiva funktionerna har otroligt många dimensioner och egentligen mycket svårförståeliga, så det handlar bara om förenklingar, menar Levine. Det är till exempel omöjligt att mäta vilken faktor av alla som påverkar adaptationen. Å andra sidan så är det naturligtvis lättare att förstå hur adaptationen äger rum om man kan identifiera vilka möjliga faktorer som påverkar.

## Bevarandeprinciperna
Kärnan i Levines modell är bevarandeprinciperna (eng. conservation principles, begreppet översatt till svenska av Liselotte Rooke). Hon menar att principerna är en grund som ger sjuksköterskan möjligheter att förstå vad hennes arbete egentligen innebär.
Ordet "conservation" har innebörden "hålla ihop", men det får inte betyda "inte göra någonting" som i uttrycket konservativ behandling. Det är vidare mycket viktigt att sjuksköterskan kan balansera mellan å ena sidan de omvårdnadsåtgärder som behövs och å andra sidan patientens förmåga, så att hon inte tar över för mycket.

### Bevarande av energi
Principen om bevarande av patientens energi är den första av principerna. Hur väl en person kan fungera beror på hur mycket energi han har och hur väl han kan använda sig av energin. Alla sjukdomsprocesser förändrar på ett eller annat sätt energiutbytet. Trötthet och fatigue är till exempel tecken på att kroppen försöker omfördela energi från aktivitet till läkande.
Vila, sömn och nutrition är viktiga omvårdnadsområden vad gäller att bevara energi, men dit hör också att hjälpa patienten att bedöma hur mycket han orkar med i aktivitetsväg.

### Bevarande av strukturell integritet
Den andra principen är principen om bevarande av strukturell integritet, som handlar om att läka. En patofysiologisk process i kroppen hotar alltid någon av kroppens strukturer. Om strukturen förändras på något sätt, kommer det att påverka människans funktion. En viktig uppgift i omvårdnad är att tidigt identifiera dessa hot mot den strukturella integriteten.

### Bevarande av personlig integritet
Tredje principen heter principen om bevarande av personlig integritet. Som sjuksköterska måste man hela tiden ha i tankarna att kropp och själ är ett. Sjukdom är ett hot mot självbild och självförtroende, de två faktorer som ligger till grund för den personliga integriteten.
Sjukhusvistelsen innebär verkligen också ett hot mot integriteten i det att patienten kanske måste överlåta sig helt i andra människors händer med all den förlust av sitt oberoende som det kan medföra. Andra människor börjar plötsligt ta beslut om en, till och med om helt oväsentliga saker.
Fördömande attityder bannlyses av Levine. De moraliska övertoner som kan höras hos läkare och sjuksköterska om att patienterna har sig själva att skylla är mycket kränkande – moraliserande åsikter har ingen plats i omvårdnad poängterar hon. Extra vanligt är det till exempel vid missbruk, skriver hon.
Levine tar upp faktorer som patientmedverkan, patientundervisning och över huvud taget respekt för patienten och hur han är under denna princip, men också att man måste stödja patienten i att hitta sitt eget sätt att genomföra adaptation hellre än att erbjuda en ersättning för det:
| ” | Every individual must respond to illness on his own terms, and the nurse must learn to allow the patient to respond in his own way without censure. Even when the patient’s behavior stirs disapproval, the nurse can strengthen his self-respect. | „ |

### Bevarande av social integritet
Principen om bevarande av social integritet är den sista av de fyra bevarandeprinciperna. Levine skriver att vi känner oss själva i hur andra ser på oss. Det sociala sammanhanget är alltså mycket viktigt. För att fullt ut förstå sig på patienten måste man också se till den sociala omgivningen. Sjuksköterskan kan hjälpa patienten att delta i det sociala livet på olika sätt som alla tjänar ett terapeutiskt syfte. Inom slutenvården bör sjuksköterskan tänka på sådana saker t. ex. när hon placerar patienten inne på avdelningen. Om patienten känner gemenskap med sina medpatienter i etniskt och kulturellt hänseende kan det bidra till välbefinnandet.
Att hjälpa en patient tillbaka till samhället efter sjukdom är en viktig funktion för sjuksköterskan, menar Levine. En omorientering från att i stor utsträckning tänka på sig själv och sina symptom till verkligheten omkring sig är nödvändig.

## Tidigare användning av modellen
I boken Levine's conservation Model : a framework for nursing practice (Schaefer, Pond, Levine, & Fawcett, 1991) så finns goda exempel på hur modellen använts av kliniskt verksamma sjuksköterskor, till exempel inom mödravård, brännskadevård, neurologisk intensivvård, akutmottagningar och geriatrisk vård.